# Ortostohastična matrika
Ortostohastična matrika je dvojno stohastična matrika, ki ima za elemente kvadrate absolutnih vrednosti neke ortogonalne matrike.

## Definicija
Predpostavimo, da je kvadratna matrika {\displaystyle B\,} dvojno stohastična matrika z razsežnostjo {\displaystyle n\times n\,}. Takšna matrika ima vsoto elementov v poljubni vrstici ali stolpcu enako 1, vsi njeni elementi pa so nenegativna realna števila. Če obstoja ortogonalna matrika {\displaystyle O\,} tako, da velja
{\displaystyle b_{ij}=o_{ij}^{2}{\text{ za }}i,j=1,\dots ,n.\,}.
kjer so
- {\displaystyle b_{ij}\,} elementi matrike {\displaystyle B\,}
- {\displaystyle o_{ij}\,} elementi matrike {\displaystyle O\,}.

Vse dvojno stohastične matrike {\displaystyle 2\times 2\,} so ortostohastične in unistohastične matrike, ker za poljubno matriko 
{\displaystyle B={\begin{bmatrix}a&1-a\\1-a&a\end{bmatrix}}}
lahko najdemo pripadajočo ortogonalno matriko
{\displaystyle O={\begin{bmatrix}\cos \phi &\sin \phi \\-\sin \phi &\cos \phi \end{bmatrix}},}
z {\displaystyle \cos ^{2}\phi =a,} tako, da je 
{\displaystyle B_{ij}=O_{ij}^{2}.}.